# تجربة توأم الأرض الفكرية

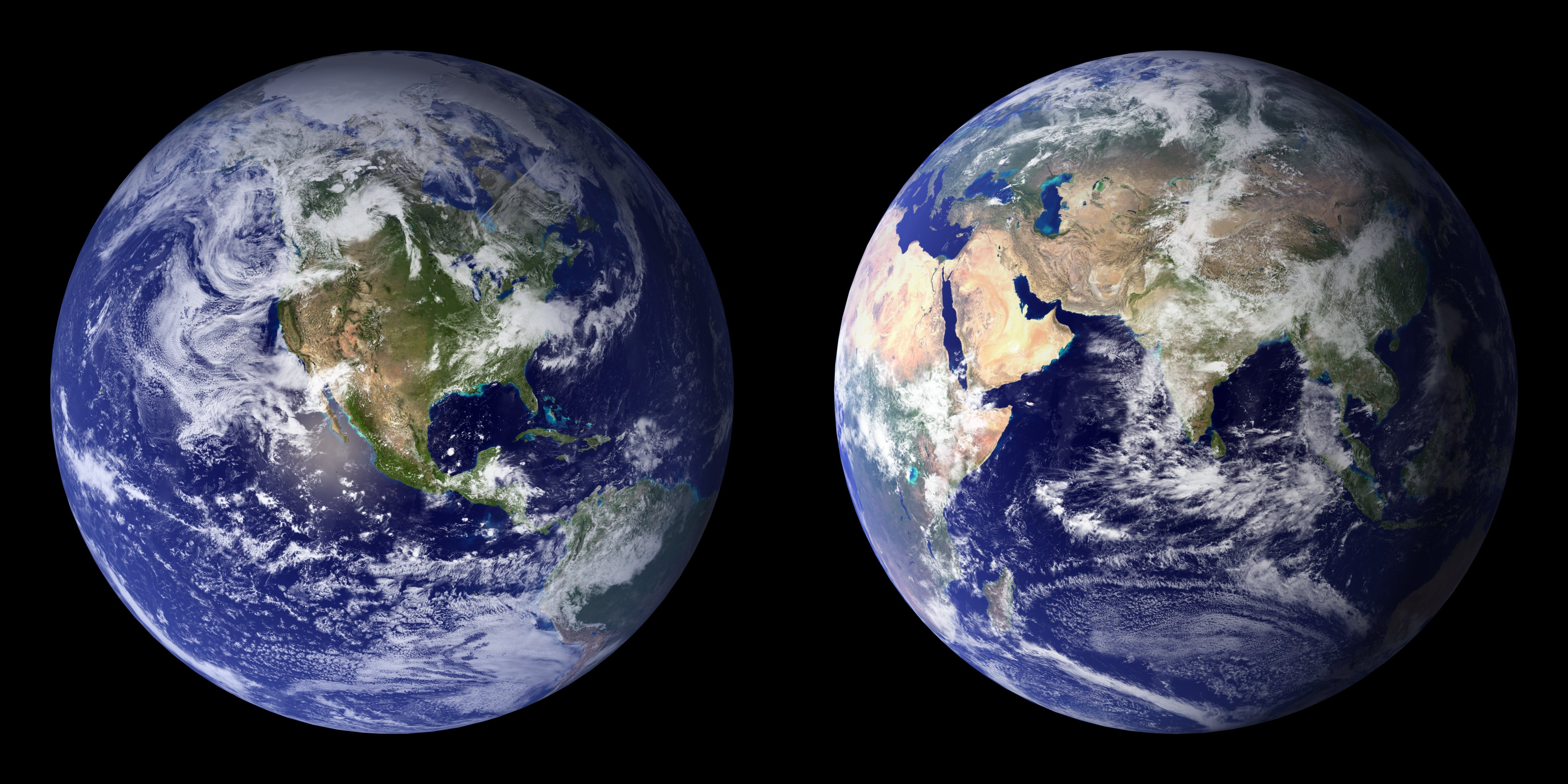
تفترض تجربة توأم الأرض الفكرية وجود أرض أخرى مطابقة لأرضنا في كافة النواحي عدا شيئًا واحدًا.

توأم الأرض (بالإنكليزية: Twin Earth)، وهي تجربة فكرية اقترحها الفيلسوف هيلاري بوتنام في بحثيه؛ «المعنى والمرجع» لعام 1973، و«معنى (المعنى)» لعام 1975. كان القصد من هذه التجربة الفكرية أن تكون توضيحًا لبرهانه للخارجيانية الدلالية، أو الرأي بأن معاني الكلمات ليست نفسيةً بشكل مطلق. كانت تجربة توأم الأرض الفكرية أحد الأمثلة الثلاثة التي قدمها بوتنام لدعم الخارجيانية الدلالية، وسُمي المثالان الآخران قضية الألومينيوم-الموليبدنوم وقضية بيتش-إلم. ومنذ نشر هذه القضايا، اقتُرحت العديد من النسخ المختلفة لهذه التجربة الفكرية بواسطة الفلاسفة.

## التجربة الفكرية
كانت صياغة بوتنام الأصلية للتجربة كالآتي:
نبدأ بافتراض كوكب يشبه كوكب الأرض تمامًا من جميع النواحي بشكل عملي، وموجود في مكان ما من كوننا على أن يُسمى هذا الكوكب «توأم الأرض». (يجب أيضًا افتراض أن كل ما يحيط بهذا الكوكب، ومرتبط به، مطابق تمامًا لما يحيط بكوكب الأرض؛ فهذا الكوكب يدور حول أحد النجوم الذي يطابق الشمس، وهكذا). وعلى توأم الأرض، يوجد توأم من كل شخص وكل شيء موجود على كوكب الأرض. ويعتبر عدم وجود الماء على توأم الأرض الاختلاف الوحيد بين هذين الكوكبين. وفي أماكن المياه على توأم الأرض، يوجد سائل آخر مطابق للماء سطحيًا، ولكنه مختلف عن الماء كيميائيًا، فهو لا يتكون من H2O، ولكنه يتكون من صيغة كيميائية أكثر تعقيدًا يمكن اختصارها إلى «XYZ». يُطلق سكان توأم الأرض، الذين يسمون لغتهم «الإنكليزية»، اسم «الماء» على المركب XYZ. وأخيرًا، سنجعل تاريخ تجربتنا الفكرية ليكون منذ عدة قرون، عندما كان سكان الأرض وسكان توأم الأرض لا يدركون أن السائلين اللذين يحملان اسم «الماء» هما H2O وXYZ على الترتيب. ستكون التجربة التي سيمر بها سكان الأرض مع الماء مطابقةً لما سيمر به سكان توأم الأرض مع XYZ.

وينشأ سؤال هنا: عندما يقول أحد الأرضيين (أوسكار للتبسيط) وتوأمه على توأم الأرض كلمة «ماء»؛ هل يقصد كلاهما نفس الشيء؟ (سيحمل توأم هذا الأرضي اسم أوسكار بالطبع على كوكبه الخاص. وبالتأكيد، يطلق سكان توأم الأرض على كوكبهم الخاص اسم «الأرض». وللتسهيل، نطلق على هذا الكوكب الافتراضي اسم «توأم الأرض»، ويمتد اصطلاح هذه التسمية ليشمل كل الأشخاص والأشياء الموجودة على هذا الكوكب، وفي هذه الحالة، سيُطلق على توأم هذا الأرضي اسم «توأم أوسكار»). وطبقًا لهذه الفرضية، تتطابق الحالة النفسية لكلا الشخصين، مع تطابق أفكارهما، ومشاعرهما، إلخ. ومع ذلك، على الأقل وفقًا لبوتنام، عندما يقول أوسكار «ماء»، يشير المصطلح إلى H2O، ولكن عندما يقول توأم أوسكار «ماء»؛ فإن المصطلح هنا يشير إلى XYZ. ونستنتج من ذلك أن محتويات دماغ الإنسان غير كافية لتحديد ما تشير إليه المصطلحات التي يستخدمها؛ إذ يجب علينا أيضًا فحص التاريخ السببي الذي أدى إلى اكتسابه لهذا المصطلح. (فعلى سبيل المثال، تعلم أوسكار كلمة «الماء» في عالم ملئ بمركب H2O، بينما تعلم توأم أوسكار كلمة «الماء» في عالم ملئ بمركب XYZ).
تعتبر هذه التجربة أطروحةً أساسيةً في الخارجيانية الدلالية. واشتهر بوتنام بتلخيصه لهذا الاستنتاج في عبارة «(المعاني) ليست داخل الدماغ فقط».